# Martin Beaty
Martin Beaty (* 8. Oktober 1784 in Abingdon, Washington County, Virginia; † 17. Juni 1856 in Belmont, Texas) war ein US-amerikanischer Politiker. Zwischen 1833 und 1835 vertrat er den Bundesstaat Kentucky im US-Repräsentantenhaus.

## Werdegang
Im Jahr 1817 kam Martin Beaty in das McCreary County in Kentucky, wo er eine Farm bewirtschaftete. Außerdem betrieb er einige andere Geschäfte, darunter eine Eisenschmelze. Beaty war auch an der Salzgewinnung beteiligt. 1818 wurde auf seinem Land Öl entdeckt, das sich damals aber nur schlecht verkaufen ließ. Trotzdem betrieb er eine der ersten kommerziellen Ölquellen überhaupt.
Neben diesen Tätigkeiten begann Beaty auch eine politische Laufbahn. Er wurde unter anderem Mitglied im Schulausschuss in seiner Heimat. In den 1820er Jahren schloss er sich der Bewegung gegen den späteren US-Präsidenten Andrew Jackson an und wurde Mitglied der kurzlebigen National Republican Party. Zwischen 1824 und 1828 sowie nochmals im Jahr 1832 saß er im Senat von Kentucky. Bei den Präsidentschaftswahlen der Jahre 1832 und 1836 war er Wahlmann für Henry Clay und später William Henry Harrison, die aber beide jeweils unterlagen. In den Jahren 1828 und 1830 kandidierte Beaty jeweils erfolglos als Nationalrepublikaner für den Kongress.
Bei den Kongresswahlen des Jahres 1832 wurde er im vierten Wahlbezirk von Kentucky in das US-Repräsentantenhaus in Washington, D.C. gewählt, wo er am 4. März 1833 die Nachfolge von Robert Letcher antrat. Da er bei den Wahlen des Jahres 1834 gegen Sherrod Williams von der Whig Party verlor, konnte er bis zum 3. März 1835 nur eine Legislaturperiode im Kongress absolvieren. Seit dem Amtsantritt von Präsident Jackson im Jahr 1829 wurde innerhalb und außerhalb des Kongresses heftig über dessen Politik diskutiert. Dabei ging es um die umstrittene Durchsetzung des Indian Removal Act, den Konflikt mit dem Staat South Carolina, der in der Nullifikationskrise gipfelte, und die Bankenpolitik des Präsidenten.
Nach dem Ende seiner Zeit im US-Repräsentantenhaus widmete sich Beaty wieder seinen früheren Geschäften in Kentucky. Im Jahr 1848 war er Abgeordneter im Repräsentantenhaus von Kentucky. Später zog er nach Belmont in Texas, wo er als Farmer arbeitete. Dort ist er am 17. Juni 1856 auch verstorben.